# 二リン
二リン（にりん、Diphosphorus）は、リンによる二原子分子である。二リンは同じ窒素族の窒素分子の三重結合と違ってπ結合のエネルギーが高く不安定なため、リンは正四面体構造（P4）の方を取りやすい。したがって二リンは反応性がとても高く、その結合解離エネルギー(117 kcal/mol or 490 kJ/mol) は窒素分子の約半分である。
伝統的に二リンは白リンを1100Kまで加熱して作られるが、2006年に、より低温で合成する新しい方法が開発された。これは、ニトレンの形のアジ化物を除去する方法である。二リンの前駆体はリン化ニオブとクロロイミノホスファンで構成される。
この化合物を1,3-シクロヘキサジエン中で50℃に加熱すると二リンは、二重のディールス・アルダー反応による生成物とニオブイミド化合物を与える。